# 3320 Namba
A 3320 Namba (ideiglenes jelöléssel 1982 VZ4) a Naprendszer kisbolygóövében található aszteroida. Hiroki Kosai,  Kiichiro Hurukawa fedezte fel 1982. november 14-én.